# احمتوسی
احمتوسی (به لاتین: Ahmetovci) یک منطقهٔ مسکونی در بوسنی و هرزگوین است که در جمهوری صرب بوسنی واقع شده‌است.